# Kanton Cesson-Sévigné
Cesson-Sévigné is een voormalig kanton van het Franse departement Ille-et-Vilaine. Het kanton maakte deel uit van het arrondissement Rennes. Het werd opgeheven bij decreet van 18 februari 2014 met uitwerking op 22 maart 2015.

## Gemeenten
Het kanton Cesson-Sévigné omvatte de volgende gemeenten:
- Acigné
- Cesson-Sévigné (hoofdplaats)